# Les Clark
Leslie James "Les" Clark (Ogden (Utah), 17 november 1907 - Santa Barbara (Californië), 12 september 1979) was een Amerikaans animator. Hij was een van de eerste Disney's Nine Old Men. 

## Loopbaan
In 1927, als hij een zomerbaantje heeft in een cafetaria in de buurt van Disney Brothers Cartoon Studio in Hollywood, ontmoet Clark Walt Disney en Roy O. Disney die daar regelmatig komen eten. Op een dag trekt hij de stoute schoenen aan en vraagt Walt Disney om een baan. Disney wil echter eerst zien hoe en wat hij tekent, dus maakt Clark van sommige tekeningen een kopie en laat deze aan Disney zien. Hij mag de eerstkomende maandag direct beginnen waarna Clark op de jonge leeftijd van 20 jaar in dienst treedt bij Disney's 'Ink and Paint Department' alwaar hij de volgende 48 jaar voor Walt Disney tekent en regisseert. 
Clark is een van de eerste Mickey Mouse-tekenaars, beginnende bij Disney's eerste Silly Symphony "The Skeleton Dance". Ook tekent hij stukken van Steamboat Willie en Fantasia. Zo is de scène, waarin Mickey Mouse de bezems tot leven probeert te wekken en zijn mouwen omlaag blijven glijden, van de hand van Clark. 
Zijn carrière is indrukwekkend; hij tekende onder andere mee aan films als Pinokkio, Dombo, 101 Dalmatiërs, Assepoester, Melodie van het zuiden, Lady en de Vagebond, Alice in Wonderland en Peter Pan. 
Nadat Clark zijn regisseurskwaliteiten heeft laten zien bij "Doornroosje" vraagt Walt hem televisiespecials en leerzame filmpjes te regisseren. Zo regisseert hij "Donald in Wiskunde Land" en "Donald en het Wiel". 
Les Clark was een rustige, bedachtzame, ambitieuze man wiens voornaamste doel was zijn teken- en regisseurskwaliteiten te verbeteren, gebruikmakende van de technieken en mogelijkheden van de Walt Disney Studios. Clark ging in 1976 met pensioen en overlijdt in 1979. In 1989 wordt hij postuum vereerd als Disney Legende.
- Bibsys: 9039368
- Biblioteca Nacional de España: XX1709698
- Bibliothèque nationale de France: cb140571926 (data)
- Gemeinsame Normdatei: 1102065749
- International Standard Name Identifier: 0000 0000 7992 5604
- Library of Congress Control Number: no2010096145
- Nationale Bibliotheek van Tsjechië: xx0153218
- SNAC: w65j5csn
- Union List of Artist Names: 500486589
- Virtual International Authority File: 42043749
- WorldCat: E39PBJpdMd993FP3Qwc8CckCcP